# Louis Zimmermann (1873-1954)

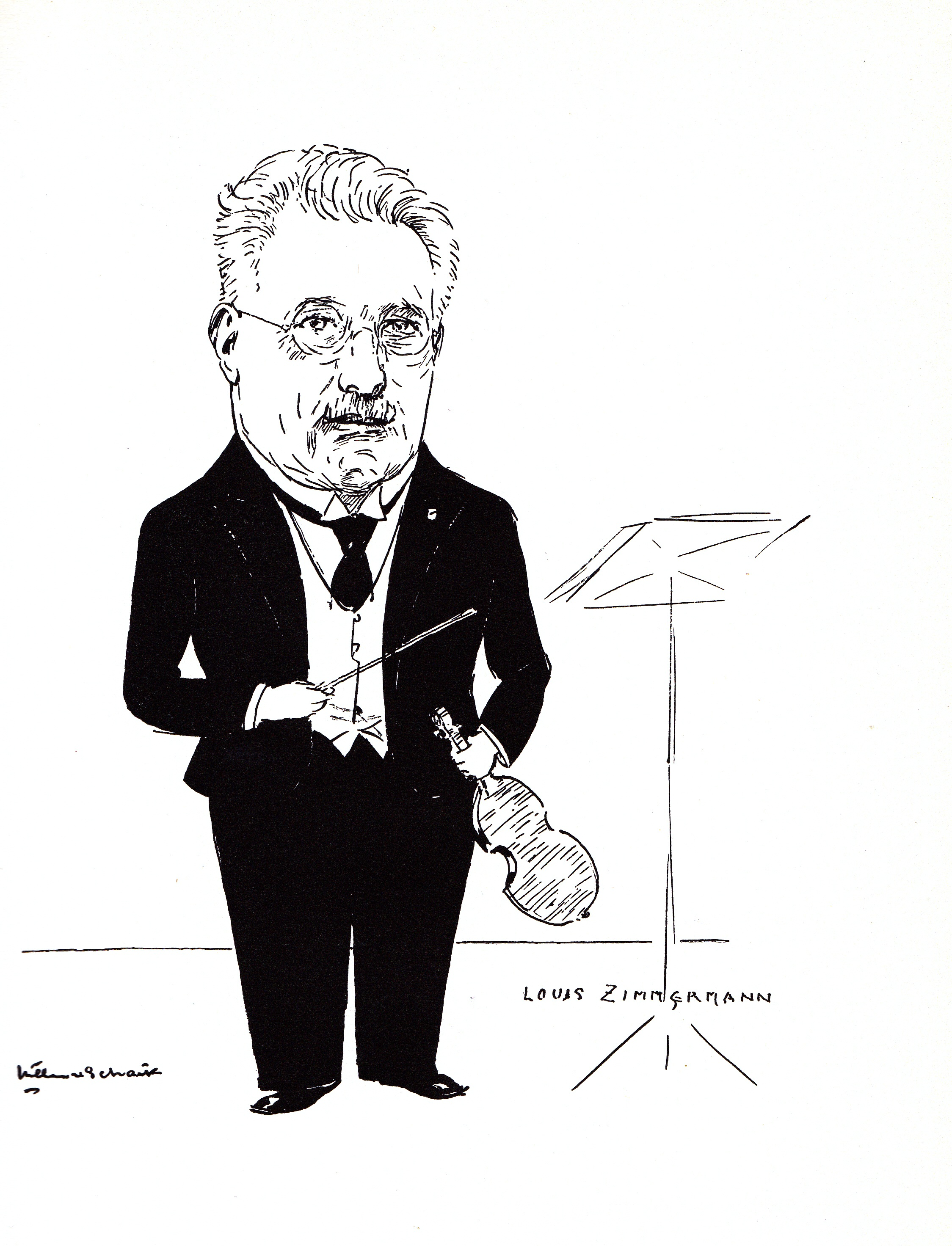
Zimmerman(n)
(tekening door Willem van Schaik)

Louis Johann Heinrich Zimmermann (Groningen, 19 juli 1873 – Amsterdam, 5 maart 1954) was een Nederlands violist en concertmeester.

## Achtergrond
Hij werd geboren in een muzikaal gezin. Zijn in Duitsland (Dannenbuttel) geboren vader Heinrich Christian Ludwig Zimmermann (†1912) was muziekonderwijzer en trompettist alsmede violist bij het orkest De Harmonie in Groningen. Moeder was Catharina Maria Dassel (1843-1909), dochter van eveneens een muziekonderwijzer. Zijn zuster Sophia Christina Zimmermann was enige tijd zangeres en pianiste. Hij trouwde in 1899 te Nijkjöbig (Denemarken) met Ragnhild Fredrikke Sophie Andersen van wie hij in 1903 scheidde. Daarna trouwde hij met Maria Chits (1873-1942), zuster van violist Boris Lensky (werkelijke naam John/Jonas Chits). Zoon Louis Jacques werd econoom.

## Muziekleven
Hij kreeg zijn muzikale opleiding van zijn vader. Later ging hij in de leer bij Christiaan Poortman (nog in Groningen, vioollessen) en Constantijn Muller (muziektheorie). Aanvullende educatie ontving hij vanaf 1890 in Leipzig. Hans Sitt en Carl Reinecke waren daar zijn leermeesters. Hij kreeg er een Robert Schumann Stipendium. Na nog lessen te hebben gevolgd bij Eugène Ysaÿe vertrok hij naar Hamburg en Darmstadt om daar concertmeester te worden. Niet veel later in 1899 werd hij aangetrokken om naast André Spoor als tweede concertmeester te fungeren in het Concertgebouworkest in Amsterdam. Tijdens zijn debuut op 26 oktober 1899 was hij solist in Ein Heldenleben van Richard Strauss. Al die tijd trad hij ook op als solist in Europese steden en aan een aantal optredens in Londen had hij te danken dat hij werd benoemd tot professor van de Royal Academy of Music (1904-1910 en werd daarvan erelid) aldaar. In dat laatste jaar werd hij als opvolger van de met ruzie vertrokken Christiaan Timmner eerste concertmeester van het Amsterdams symfonieorkest en tevens hoofdleraar aan het Amsterdams Conservatorium. Hij was ook onderdeel van het Concertgebouworkestsextet en –trio, dat laatste met Jaap Spaanderman en Marix Loevensohn. Hij zou meer dan 400 keer optreden als solist met genoemd orkest. Nadat hij in maart 1940 zijn vertrek aankondigde werd hij in het nieuwe concertseizoen opgevolgd door Ferdinand Helmann. Hij kreeg vlak daarna een gedenkpenning overhandigd. Na dat pensioen concerteerde Zimmermann nog dikwijls met het Residentie Orkest, het Rotterdams Philharmonisch Orkest en andere stedelijke orkesten (Haarlem, Groningen, Arnhem). In 1943 was hij nog een keer terug in het Concertgebouw om het Vioolconcert van Johannes Brahms uit te voeren.
Zimmermann bespeelde een Vuillaumeviool, sindsdien aangeduid als de Zimmermann-Vuillaumeviool.
Onder zijn leerlingen bevinden zich Co van Beinum en Piet A. van Mever. Alphons Diepenbrock droeg zijn Hymne op aan Louis Zimmermann. Samen met Joseph Holbrooke verzorgde Zimmermann de wereldpremière van Holbrookes vioolsonatine/vioolsonate opus 6. Zimmermanns vioolklanken zijn ook in het compact disctijdperk bewaard gebleven, met opnamen van het Vioolconcert van Beethoven en werken van Johann Sebastian Bach (samen met Helmann).

### Werken
Van zijn hand verscheen een aantal composities:
- vioolconcert, minstens zeven keer uitgevoerd in het Concertgebouw
- Introductie en rondo, minstens vier keer uitgevoerd in het Concertgebouw
- strijkkwartet
- drie uitgeschreven cadensen voor het Vioolconcert van Ludwig van Beethoven
- een uitgeschreven cadens voor het Vioolconcert van Brahms
- Variaties op "Al is ons prinsje nog zo klein"

Het Nederlands Muziek Instituut heeft meer dan 300 manuscripten van hem in haar bezit.

## Diversen
Zimmermann kreeg diverse onderscheidingen. Hij kreeg de Medaille van kunsten en wetenschappen verbonden aan de Huisorde van Oranje, hij was officier in de Orde van Oranje Nassau (1933), officier in de Leopoldsorde, ridder in het Legioen van Eer en Officier de l’instruction publique. Hij was tevens in het bezit van de verguld zilveren eremedaille van de stad Amsterdam. Hij werd gecremeerd te Westerveld. Willem van Schaik, Félicien Bobeldijk en Herman Moerkerk portretteerden hem in tekeningen en schilderij. Schiedam heeft in haar componistenbuurt een Louis Zimmermannplein.
- Bibsys: 4084442
- Bibliothèque nationale de France: cb142416374 (data)
- Biografisch Portaal: 57746398
- Gemeinsame Normdatei: 116999810
- International Standard Name Identifier: 0000 0000 3574 6807
- Library of Congress Control Number: n94026062
- MusicBrainz: ab76dfde-6665-454d-b1d2-b43f44fd62d2
- Virtual International Authority File: 41066190
- WorldCat: E39PBJccg8bDv8PFxQRyqqFkDq